# チェルニーヒウ公
チェルニーヒウ公 またはチェルニゴフ公（ウクライナ語:князь чернігівський；ロシア語:князь черниговский）は、ルーシの国家の一つチェルニーヒウ公国の公（クニャージ）であり、公国の主権者またはそれに準ずる地位にあった者。同公国は現在のウクライナ、ベラルーシ、ロシア連邦の3国家の歴史的地域の一部。

## 歴代君主
チェルニゴフ公
1. 1024年-1036年 ムスチスラフ・ウラジーミロヴィチ
2. 1054年-1073年 スヴャトスラフ・ヤロスラヴィチ
3. 1073年-1076年 フセヴォロド・ヤロスラヴィチ
4. 1076年-1077年 ウラジーミル・モノマフ
5. 1077年 ボリス・ヴャチェスラヴィチ
6. 1077年-1078年 フセヴォロド・ヤロスラヴィチ（復位）
7. 1078年 オレグ・スヴャトスラヴィチ
8. 1078年-1094年 ウラジーミル・モノマフ（復位）
9. 1094年-1097年 オレグ・スヴャトスラヴィチ（復位）
10. 1097年-1123年 ダヴィド・スヴャトスラヴィチ
11. 1123年-1126年 ヤロスラフ・スヴャトスラヴィチ
12. 1126年-1139年 フセヴォロド・オレゴヴィチ
13. 1139年-1151年 ウラジーミル・ダヴィドヴィチ
14. 1151年-1154年 イジャスラフ・ダヴィドヴィチ
15. 1157年-1164年 スヴャトラフ・オレゴヴィチ
16. 1164年 オレグ・スヴャトスラヴィチ（オレグ2世）
17. 1164年-1177年 スヴャトラフ・フセヴォロドヴィチ
18. 1177年-1198年 ヤロスラフ・フセヴォロドヴィチ
19. 1198年-1202年 イーゴリ・スヴャトスラヴィチ
20. 1202年-1204年 オレグ・スヴャトスラヴィチ
21. 1204年 フセヴォロド・スヴャトスラヴィチ
22. 1214年 リューリク・ロスチスラヴィチ
23. 1214年-1215年 フセヴォロド・スヴャトスラヴィチ（復位）
24. 1215年 ダヴィド・オレゴヴィチ
25. 1215年-1219年 グレプ・スヴャトスラヴィチ
26. 1219年-1223年 ムスチスラフ・スヴャトスラヴィチ
27. 1224年-1226年 ミハイル・フセヴォロドヴィチ
28. 1226年 オレグ・スヴャトスラヴィチ（復位）
29. 1226年-1235年 ミハイル・フセヴォロドヴィチ（2度目）
30. 1235年-1239年 ムスチスラフ・グレボヴィチ
31. 1240年 ロスチスラフ・ミハイロヴィチ
32. 1240年頃 ミハイル・フセヴォロドヴィチ（3度目）
33. 1245年 アンドレイ・ムスチスラヴィチ
34. 1246年-1261年 フセヴォロド・ヤロポルコヴィチ
35. 1261年-1263年 アンドレイ・フセヴォロドヴィチ

チェルニゴフ大公（ブリャンスク公の別号）
1. 1263年-1288年 大ロマン・ミハイロヴィチ
2. 13世紀 オレグ・ロマノヴィチ
3. 13世紀末-14世紀初頭 ミハイル
4. 14世紀 ミハイル・アレクサンドロヴィチ
5. 小ロマン・ミハイロヴィチ
6. 1372年頃-1393年 "ドミトリー" カリブタス・アルギルダイティス
7. 1393年-1401年 小ロマン・ミハイロヴィチ（復帰）
8. 1401年頃 リトアニアによる併合